# Christian Mischke

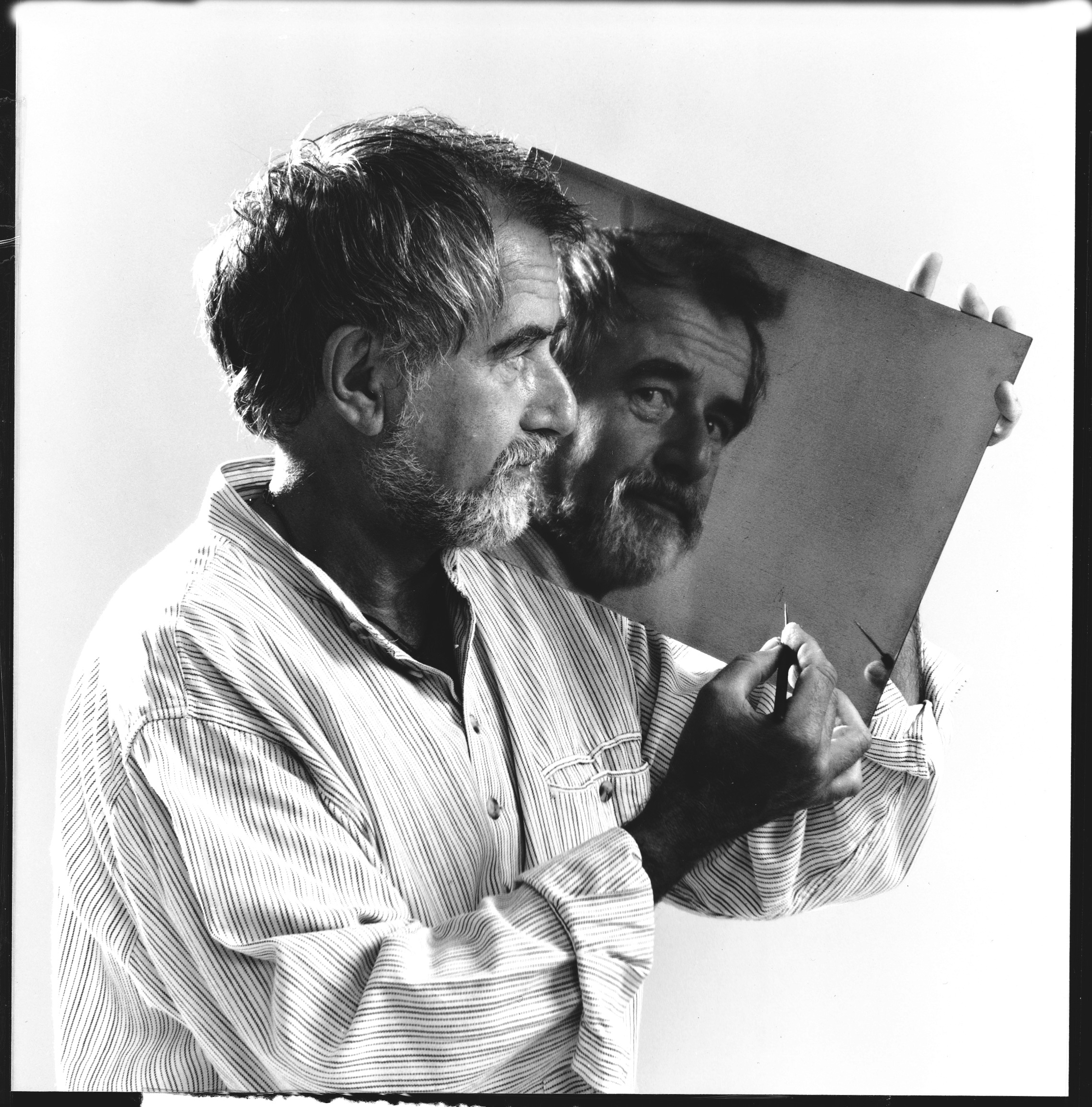
Christian Mischke
(Foto: Peter Frese)

Christian Mischke (* 8. Januar 1944 in Grünberg in Schlesien; † Mai 2022) war ein deutscher Zeichner und Radierer.

## Leben
Christian Mischke schloss seine Schulbildung 1963 in Nürnberg mit dem Abitur ab und begann ein Studium an der Akademie der Bildenden Künste Nürnberg in der Klasse von Fritz Griebel. 1965 wechselte er an die Akademie der Bildenden Künste München und studierte bei Anton Marxmüller und Thomas Zacharias. Das erste Staatsexamen für Kunsterzieher bestand er 1968. Als Studienreferendar unterrichtete er 1968/69 in München-Pasing. 1969 besuchte Christian Mischke in der „Schule des Sehens“ die Klasse von Otto Eglau an der Internationalen Sommerakademie für Bildende Kunst Salzburg. Von 1969 bis 1970 war er als Studienreferendar im Alexander-von-Humboldt-Gymnasium Schweinfurt tätig. Ein erneutes Studium an der Akademie der Bildenden Künste München bei Mac Zimmermann schloss sich von 1970 bis 1973 an, das er 1971 mit einem Studium an der Akademie der Bildenden Künste Wien Rudolf Hausner unterbrach. Ab 1973 war er als freischaffender Künstler in München und Nürnberg tätig. 1983 führte Mischke einen Workshop an der Faculty of Applied Arts Heluan University in Kairo durch und erhielt von 1983 bis 1984 einen Lehrauftrag an der Fachhochschule Würzburg-Schweinfurt.

## Preise und Auszeichnungen

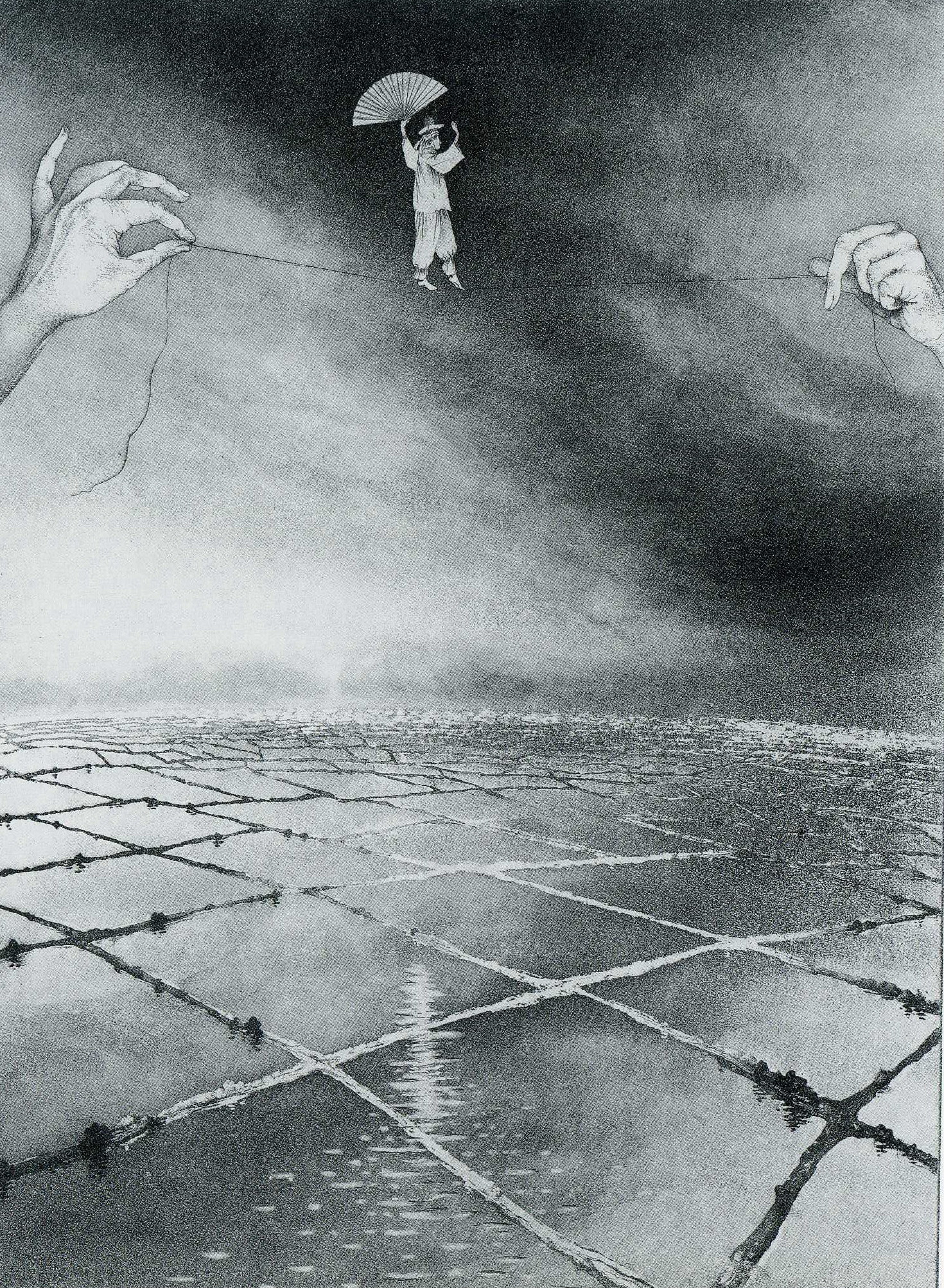
Christian Mischke, Korea (Radierung 1987)

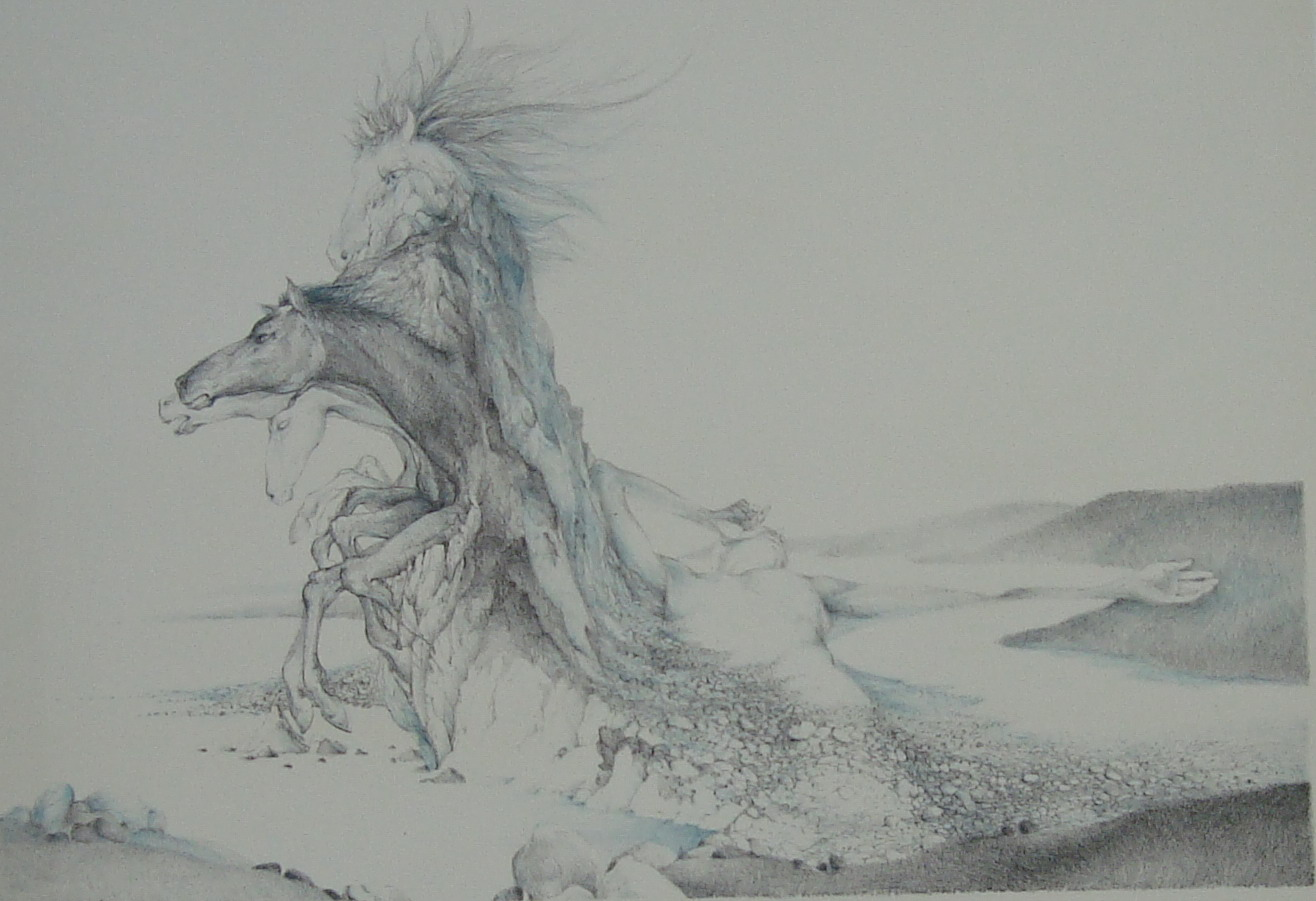
Christian Mischke, Phaẽton (Lithographie 1986)

- 1972: Förderpreis des Preises der Stadt Nürnberg
- 1976: Förderpreis des Lovis Corinth-Preises der Künstlergilde Esslingen
- 1978: Förderpreis des Freistaates Bayern
- 1978: Förderpreis des Kulturpreises Schlesien des Landes Niedersachsen
- 1981: Ehrenpreis der Grafikbiennale Lodz

## Ausstellungen (Auswahl)
- 1969: Nürnberg: Pellerschloß; Schweinfurt: Stadttheater; Alicante
- 1970: Nairobi: Goethe-Institut (Gruppenausst.); Dar-es-Salam: Goethe-Institut (Gruppenausst.)
- 1971: Würzburg: Otto Richter-Halle; Nürnberg: EIWO
- 1972: Offenbach: Stadttheater; Rio de Janeiro, Sao Paulo, Brasilia, San Salvador da Bahia: Wanderausstellung Goethe-Institut
- 1973: Rom: Villa Massimo; Schweinfurt: Stadttheater; Biella: Biennale (Gruppenausst.)
- 1974: Berlin: Kulturamt Reinickendorf (Gruppenaust.); Nürnberg: Städtische Kunsthalle/Studio
- 1975: Rabat: Goethe-Institut; Casablanca: Goethe-Institut;
- 1976: Detmold: Schloß; Regensburg: Kunstforum Ostdeutsche Galerie; New York: Goethe-Haus
- 1977: Würzburg: Stadttheater; München: Haus der Kunst (Gruppenausst.);
- 1979: Nürnberg: Pilatushaus (Albrecht Dürer Gesellschaft)
- 1980: Ulm: Kunstverein
- 1981: Schweinfurt: Stadttheater; Lünen: Rathaus;
- 1983: Kairo: Faculty of Applied Arts Heluan University
- 1984: Essen: Museum Folkwang; Esslingen: Städtische Galerie (Gruppenausst.)
- 1985: Regensburg: Ostdeutsche Galerie
- 1986: Nürnberg: Kunsthaus (Gruppenausst.)
- 1987: Nürnberg: Germanisches Nationalmuseum (Gruppenausst.)
- 1988: Lyon: Goethe-Institut; Bremen: Überseemuseum (Gruppenausst.);
- 1989: Würzburg: Greisinghäuser; Bonn: Vertretung des Landes Niedersachsen, Kulturpreis Schlesien (Gruppenausst.); Möhnesee/Wamel: Graphiktag bei Hermann Kätelhön (Gruppenausst.)
- 1990: Kempten: Marstall „Berge 90“ (Gruppenausst.); Möhnesee/Wamel: Graphiktag bei Hermann Kätelhön (Gruppenausst.)
- 1991: Bamberg: Stadtgalerie Bamberg, Villa Dessauer; Nürnberg: Stadtgeschichtliche Museen; Heidelberg: Kurpfälzisches Museum;
- 1992: Lindau: Städtische Kunstsammlung, Haus zum Cavazzen; Memmingen: Kunstraum am Hallhof; Immenstadt/Allgäu: Schloß; Mito: Joyo-Kunsthalle (Gruppenaust.)
- 1993: Tsukuba: Museum of Art (Gruppenaust.); Möhnesee/Wamel: Graphiktag bei Hermann Kätelhön (Gruppenausst.);
- 1994: Vilnius: Staatsbibliothek; Feucht: Pfinzingschloß; Dresden: Technische Universität;
- 1995: Mainz: Gutenberg Museum
- 1996: San Sarzano Oliveto: Centro Storico (Gruppenausst.)
- 1997: Mainz-Bretzenheim: Rathaus; Mito: Geubun-Centre (Gruppenausst.); Berlin: Kunstamt Berlin-Wilmersdorf, Kommunale Galerie
- 1998: Bad Oeynhausen: Städtische Galerie; Bamberg: Dominikanerkirche (Gruppenausst.); Mainz: Gutenberg-Museum (Gruppenausst.); Mito: Joyo-Shiryokan, Art Spot (Gruppenausst.)
- 1999: Altenburg: Schloß- und Spielkartenmuseum; Dormagen: Kreismuseum „Mohn“ (Gruppenausst.); Heidelberg: Universitätsbibliothek (Gruppenausst.); Scheinfeld: Galerie Rudloff
- 2000: Schweinfurt: Städtische Kunstsammlung
- 2001: Altenburg: Schloß- und Spielkartenmuseum
- 2002: Paris: Musée Francais de la Carte à Jouer (Gruppenausst.)
- 2003: Weimar: Galerie am Schloß
- 2004: Davos: Kongresszentrum
- 2005: Zeilitzheim: Schloß; Bamberg: Staatsbibliothek; Hannover: Staatsbibliothek; Leinfelden-Echterdingen: Deutsches Spielkartenmuseum
- 2006: Saalfeld: Goethe-Gesellschaft
- 2007: Wertheim: Grafschaftsmuseum
- 2009: Aichwald: Kunstkreis Aichwald; Weimar: Neues Museum; Jena: Romantikerhaus; Nürnberg: Museen der Stadt Nürnberg, Albrecht-Dürer-Haus
- 2011: Breslau: Rathaus; Saarlouis: Museum Haus Ludwig
- 2011: Zielona Góra (Grünberg in Schlesien): Muzeum Ziemi Lubuskiej w Zielonej Górze (Ausstellung Mit Nadel und Säure)
- 2012: Königswinter: Haus Schlesien

## Arbeiten im öffentlichen Besitz

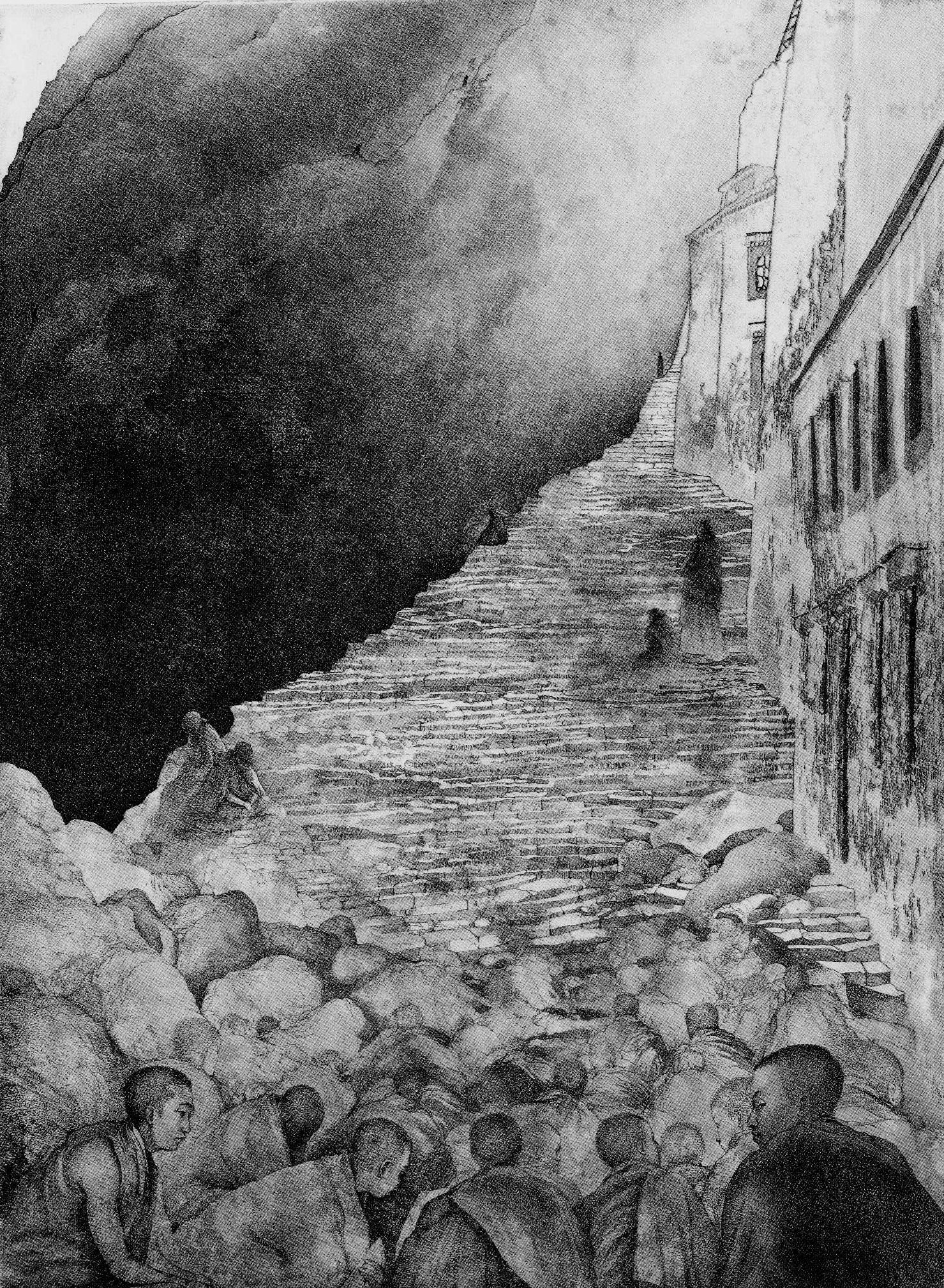
Christian Mischke, Tibet I (Radierung 1988)

- Bad Oeynhausen, Städtische Galerie
- Bamberg, Staatsbibliothek
- Bamberg, Städtische Museen
- Biberach, Städtische Sammlung
- Hamburg, Staatliche Kunsthalle
- Köln, Wallraf-Richartz-Museum
- Lodz, Muzeum Struki w Lodz
- Mainz, Gutenberg-Museum
- New York, Museum of Modern Art
- München, Staatliche Graphische Sammlung
- Nürnberg, Germanisches National Museum
- Nürnberg, Stadtgeschichtliche Museen
- Paris, Bibliothèque Nationale
- Regensburg, Ostdeutsche Galerie
- Schweinfurt, Städtische Sammlungen
- Wien, Graphische Sammlung Albertina

## Literatur

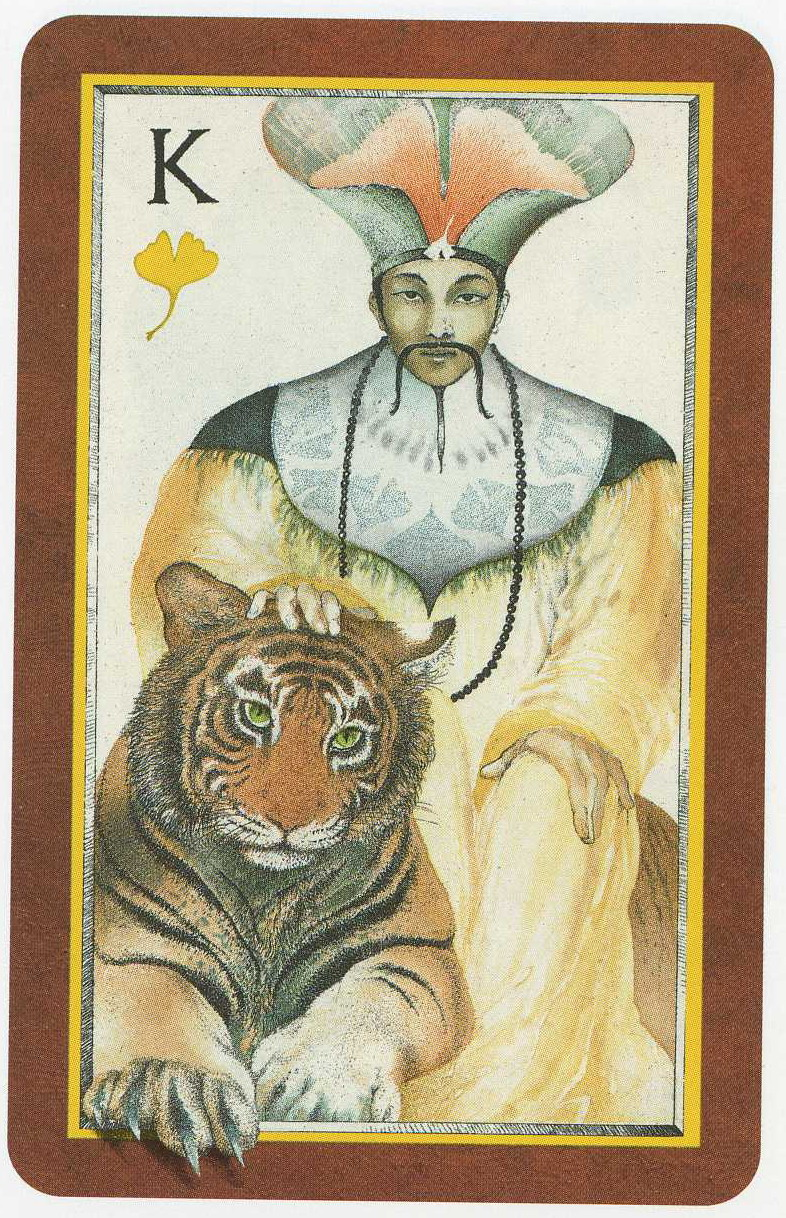
Christian Mischke, Ginkgo-König (Radierung 1997)